# Alumni Athletic Club
Alumni Athletic Club (ou simplesmente: Alumni) foi um tradicional clube de futebol argentino. Fundado formalmente em 1898 o clube, com denominação Buenos Aires English High School e formado por estudantes desta escola em Belgrano (Buenos Aires), já apareceu em 1893, o mesmo ano da fundação da Asociación del Fútbol Argentino, organizadora do Campeonato Argentino de Futebol. Um dos fundadores do clube, Alejandro Watson Hutton, é considerado o "pai do futebol argentino".

## História

### OBuenos Aires English High School

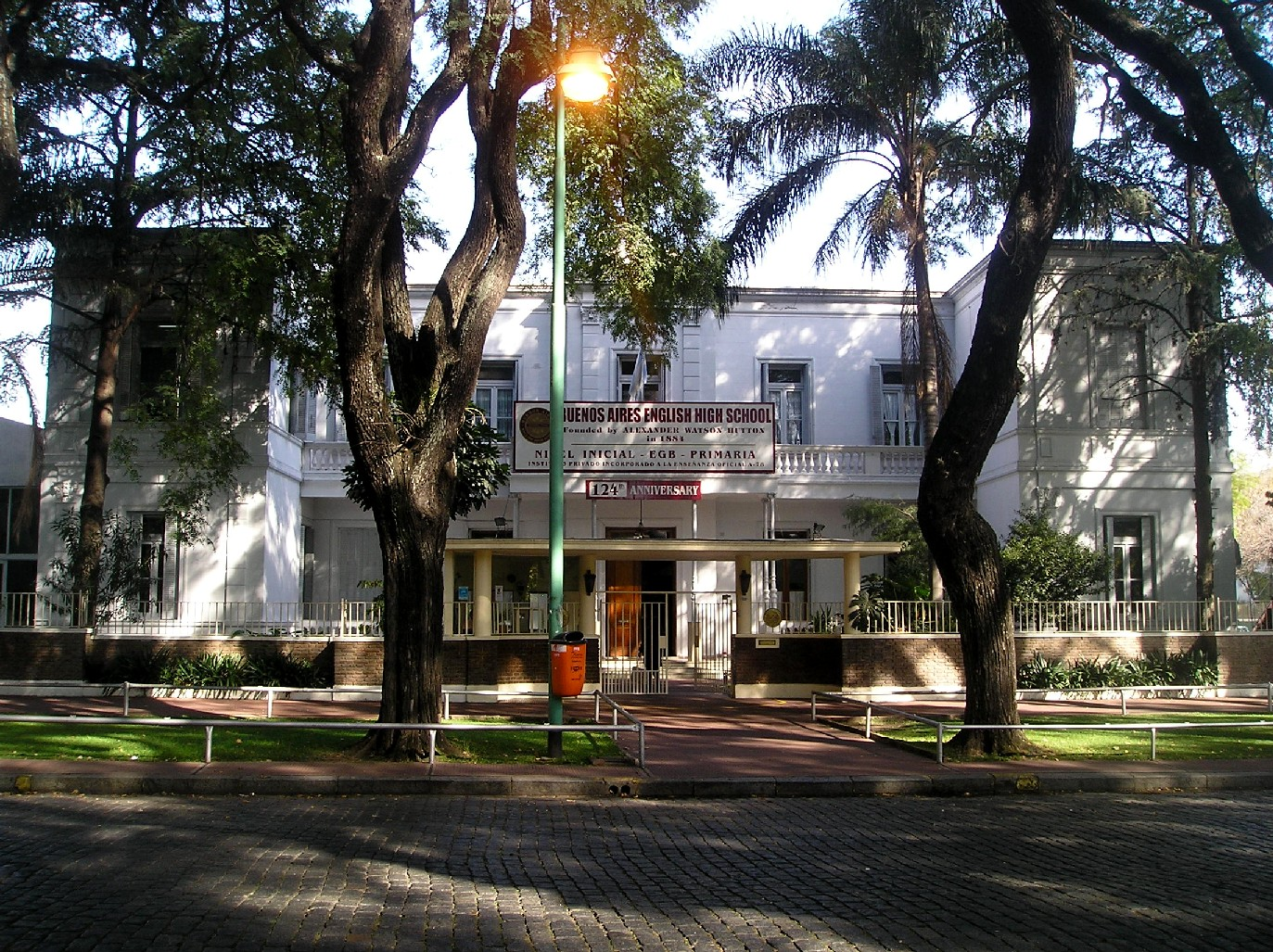
O Buenos Aires English High School, no bairro de Belgrano, em Buenos Aires

No dia 25 de fevereiro de 1882 o Escocês Alexander Watson Hutton chega em Buenos Aires. Hutton, graduado na Universidade de Edimburgo, havia sido contratado para tornar-se cargo da direção do Saint Andrew's Scots School, fundado em 2 de abril de 1838. Mas no entanto, pouco depois Watson Hutton decidiu não renovar seu contrato, devido a que o Saint Andrew não estava disposto a "contar nas instalações com um ginásio e um campo esportivo", elementos indispensáveis para a visão pedagógica de Watson Hutton, na qual que os esportes resultavam um componente essencial.
Watson Hutton decidiu então fundar o Buenos Aires English High School (BAEHS), para por em prática suas ideias educativas, orientando as atividades esportivas dos alumnos principalmente para o futebol. O colégio abriu suas portas em 1º de fevereiro de 1884.Para começar com o desenvolvimento do futebol no país, decidiu contratar na Escócia William Waters como professor de educação física. Waters não só realizou treinamentos, como também participou de alguns encontros esportivos.

### A primeira participação oficial

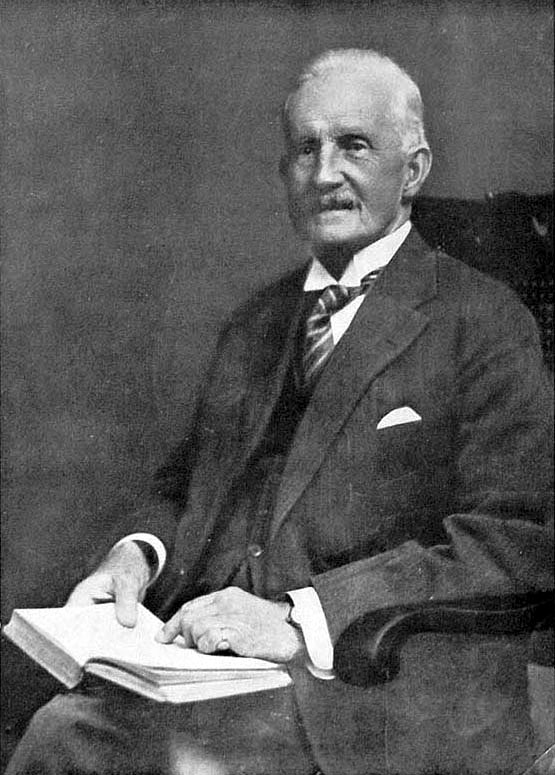
Alejandro Watson Hutton, fundador do Buenos Aires English High School e pai do futebol argentino.

Para 1890 o futebol de Buenos Aires todavia não se encontrava regulado por alguma organização, mas existiam várias instituições, tanto esportivas como educativas, que praticavam com regularidade. Este é o caso de Buenos Aires English High School, Saint Andrew's Scots School, Flores Colegiate, Flores English College, Old Caledonians Football Club, Saint John's Football Club, Scotch Club e Buenos Ayres Football Club.
Em 1891 Alec Lamont, do Saint Andrew's, pressiona a criação de um ente para organizar uma liga. Desta forma se cria a Argentine Association Football League, na qual participam seis equipes: Saint Andrew's Scots School, Old Caledonians Football Club, Buenos Ayres al Rosario Railway, Belgrano Football Club e Buenos Ayres Football Club. Mesmo o Buenos Aires English High School não participando da competição, Watson Hutton serviu de árbitro em algumas partidas. O campeonato, que teve como vencedores o Saint Andrew's e Old Caledonians, recebeu críticas e não foi apoiado por grande parte dos clubes.>
Com a finalização do torneio de 1891 finalizou-se também a existência da Argentine Association Football League, por isso em 1892 não foi organizado nenhum campeonato. Em 21 de fevereiro de 1893 Watson Hutton fundou uma nova organização futebolística que utilizaria o mesmo nome da anterior, Argentine Association Football League (AAFL).
No torneio de 1893 participaram cinco equipes: Lomas Athletic Club, Flores Athletic Club, Quilmes Rowers Athletic Club, Buenos Aires English High School e Buenos Aires Railway (outrora Buenos Ayres al Rosario Railway). A equipe obteve nesta ocasião a quarta colocação, conseguindo apenas 4 pontos, sendo campeão o Lomas. El Buenos Aires English High School mudou seu nome para English High School (nome com qual participaria o campeonato de 1895) e decidiu não participar no torneio de 1894, pois alguns de seus alunos decidiram jogar pelo Lobos Athletic Club.

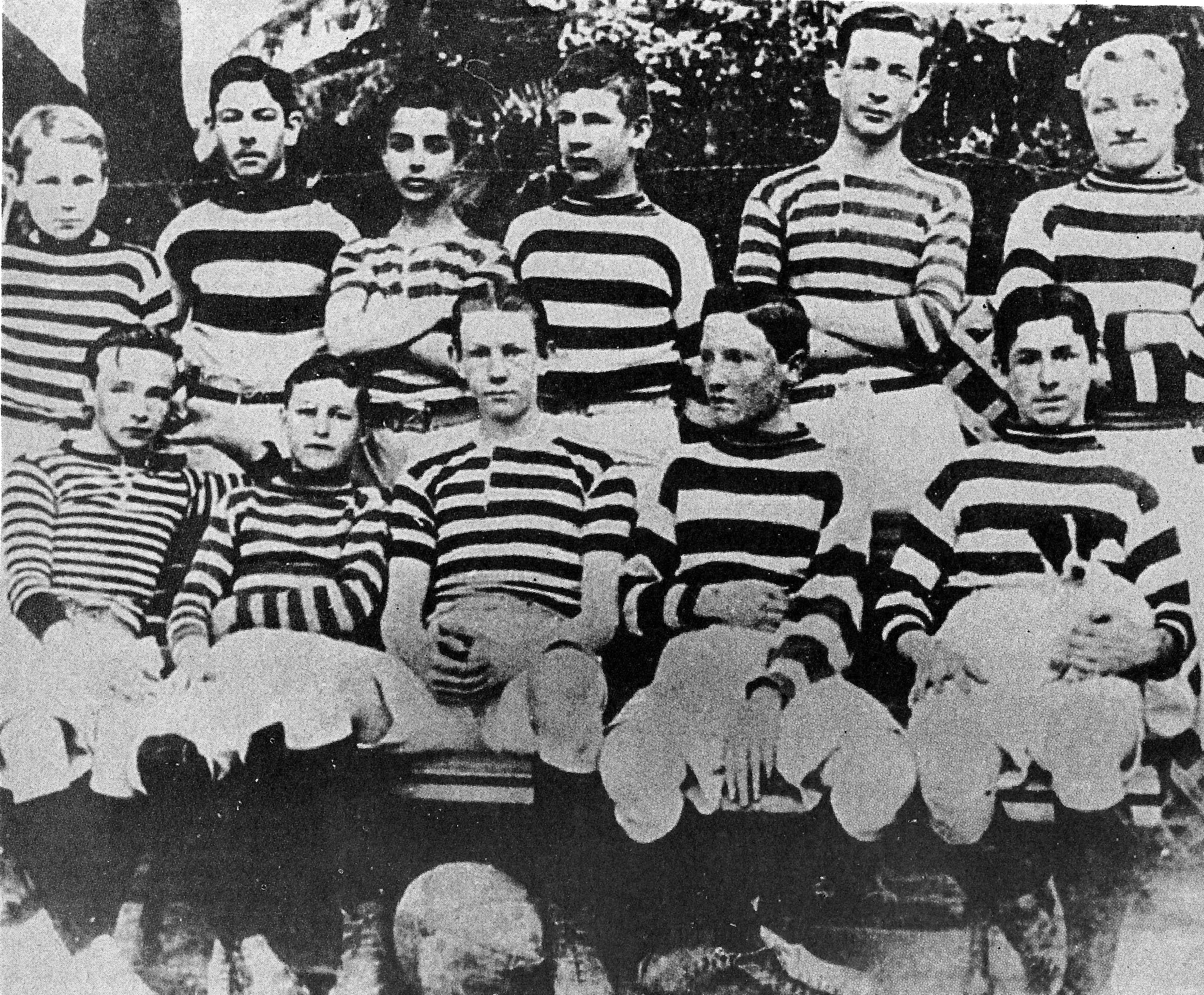
Equipe do Buenos Aires English High School.

### Primeiro título
O torneio de 1900 foi o começo de uma campanha vitoriosa que duraria até o clube decidir não participar mais na competição, onze anos depois. Disputaram o campeonato quatro equipes: English High School (EHS), Lomas Athletic Club, Quilmes Athletic Club e Belgrano Athletic Club. Nesse ano, o EHS recuperou alguns ex-alunos que retornaram  do Lobos Athletic Club e do Lanús A.C.(Que não tem nada a ver com o Lanús atual), dentre eles Walter Buchanan, Juan McKechnie, Guillermo e Heriberto Jordán (Vindos do Lobos);Tomás, Carlos e Jorge Brown (Vindos do Lanús).

### Alumni Athletic Club
Em 1901 o English High School Athletic Club decide alterar seu nome para Alumni Athletic Club . O nome Alumni foi proposto pelo ex-aluno Carlos Bowers, que havia tido contato nos Estados Unidos com as Alumni Associations, organizações de ex-alunos. Até 1905 a equipe utilizou o nome Alumni Football Team, denominação que aparece nos troféus ganhados até então. A partir de 1906 o Alumni começa a utilizar a denominação Alumni Athletic Club.

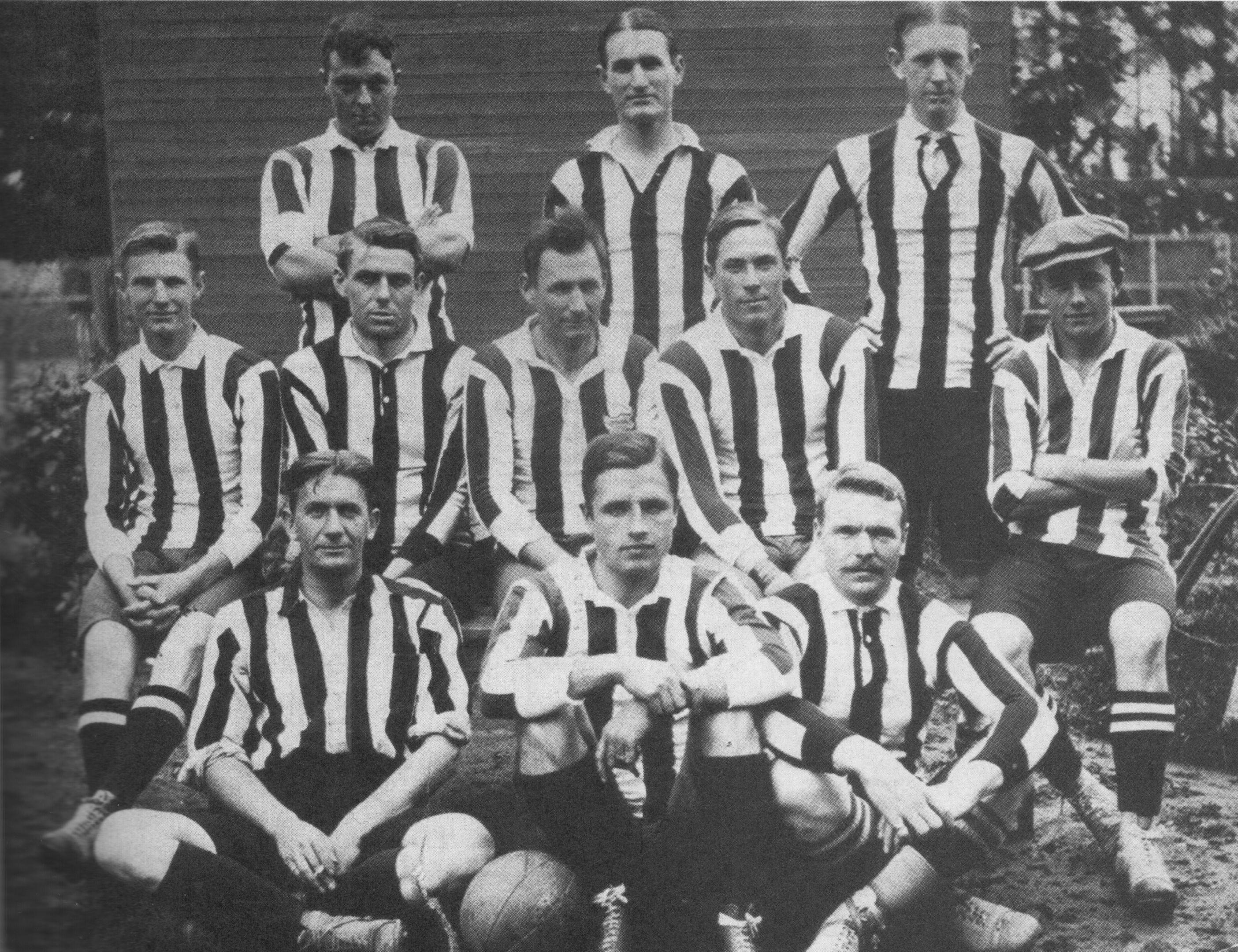
Alumni Athletic Club (1910)

### Tempos vitoriosos
O Alumni teve uma campanha de grande destaque entre 1900 até sua extinção, sendo campeão nacional 10 vezes, nos seguintes anos: 1900 (ainda como Buenos Aires English High School), 1901, 1902, 1903, 1905, 1906, 1907, 1909, 1910 e 1911. Contando ainda com dois vices: 1904 e 1908 e outros torneios de importância, como a Copa de Competencia Jockey Club.

### O fim do Alumni
O clube não voltou a participar em nenhum torneio, apesar de se encontrar inscrito para o campeonato de 1912 da Asociación Argentina de Football. Estava programado para o dia 14 de abril deste ano a primeira partida do torneio, na qual o Alumni jogaria com os Estudiantes. Porém o clube, não disputou esta partida nem as duas restantes que devia disputar em 21 e 28 de abril contra Quilmes e Racing Club, respectivamente. Não comparecendo a três partidas, e em base ao regulamento, a AAF eliminou o Alumni da  competição. Muitos de seus jogadores se integraram ao plantel do Quilmes, equipe que obteria o campeonato de 1912.
As razões de sua desaparição são consequência de seu "espírito amador". Um de seus principais problemas era a falta da renovação de jogadores, já que o clube praticamente não incorporava jogadores de outros clubes, somente os que eram ex-alunos do colégio e também, pois alguns jogadores que já o integravam desde vários anos, resolveram desistir do futebol. Outra coisa que influiu bastante na dissolução do Alumni, foi que todo o dinheiro arrecadado pela venda de ingressos, era destinado a obras de beneficência e isso deixava rara a possibilidade da sobra de dinheiro para o aluguel de um campo de jogo já que o clube não dispunha de um próprio.
A Assembleia em que se determinou a dissolução do clube foi realizada em 24 de abril de 1913. Todos os sócios foram convocados, porém somente sete assistiram-na.
Assim decidiu-se doar os fundos restantes da seguinte maneira: $3.661,15 às Escolas Evangélicas Argentinas do Sr. William C. Morris, $3.661,14 ao Hospital Britânico, $1.000 ao Patronato da Infância, $1.000 ao Centro Bernardino Rivadavia, $1.000 à Sociedade Popular de Educação de Avellaneda, $1.000 à Associação Damas del Taller la Providencia, $500 ao Centro D. F. Sarmiento e $500 à Comissão de ginástica e exercícios físicos desse centro esportivo.

## Uniforme
O uniforme do English High School Athletic Club era baseado no uniforme usado no colégio: Uma camisa branca com listras vermelhas finas horizontais. Ao mudar o nome para Alumni Athletic Club, a equipe mudou também seu uniforme, conservando as cores, porém colocando as listras em posição vertical. Em 25 de junho de 1905 ele estreou contra o Nottingham Forest com uma nova camiseta, com menor quantidade de listras vermelhas, porém mais listras brancas. A partir de 1909, utilizou uma camisa composto por quatro listras vermelhas e três brancas. Os calções eram, geralmente, de cor branca, no entanto utilizou-se também a cor negra e azul-marinho.
| 1893-1900 | 1901-1905 | 1905-1909 | 1909-1911 |

## Dados do Clube
- Temporadas na 1.ª divisão: 14.

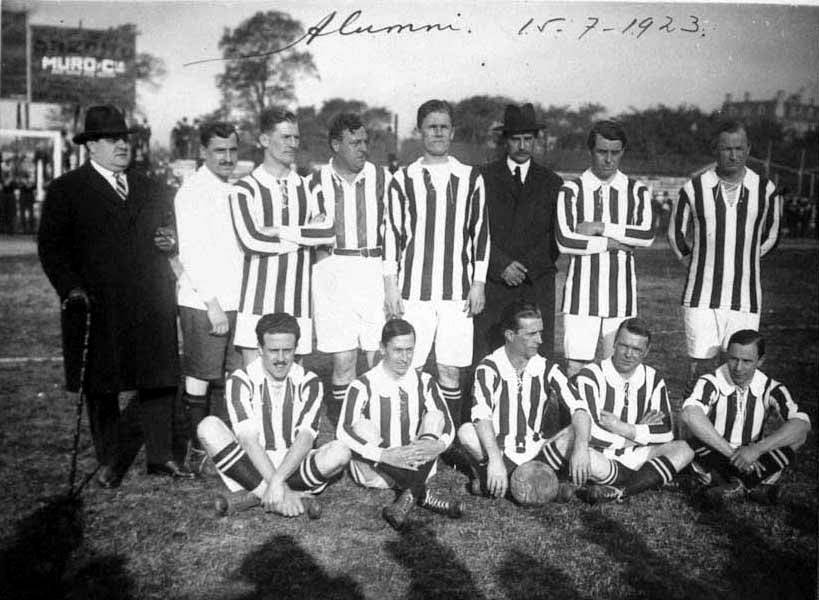
Jogadores do Alumni reunidos novamente no dia 15 de julho de 1923 para uma partida de futebol, 10 anos depois da dissolução do clube.

- Temporadas na 2.ª divisão: 1 (1899).
- Melhor colocação na liga: 1º.
- Pior colocação na liga: 5º ou 6º (1895).[carece de fontes?]

### Feitos importantes
- Foi o primeiro clube de futebol argentino a vencer uma equipe estrangeira: Um combinado sul-africano em 1906.[6]
- Conseguiu dois tricampeonatos e um tetracampeonato da Primeira Divisão em: 1900, 1901, 1902 e 1903; 1905, 1906 e 1907; 1909, 1910 e 1911.
- Eliseo Brown, foi artilheiro argentino quatro vezes, consecutivamente em: 1906 (8 gols), 1907 (24 gols), 1908 (19 gols) e 1909 (17 gols).
- Foi o primeiro clube do Rio da Prata a obter em uma mesma temporada, o campeonato nacional, a Copa de Competencia (Cup Tie Competition) e a Copa de Honor Cousenier.[7]

### Homenagens e clubes homônimos
- Em 1904 o Club Atlético Barracas Central adota o vermelho e branco para seu uniforme baseado nas cores do Alumni, enquanto que em 1906, o Club Talleres de Remedios de Escalada e o Club Estudiantes de La Plata passaram a usar as cores do Alumni, em 1907 o Club Atlético Unión e em 1918, o Instituto Atlético Central Córdoba.[7]
- O Club Atlético Alumni da cidade de Villa María, Córdoba, tem este nome em homenagem ao Alumni da capital argentina[8]
- Na cidade de São Paulo, Brasil havia o extinto Sport Club Alumni (fundado em 1916), porém não há informação que afirme que o nome é uma homenagem ao clube argentino.
- Atualmente o Alumni segue funcionando (após ser refundado) com o nome de Asociación Alumni, dedicado exclusivamente ao rugby e participando dos torneios da URBA.

## Jogadores

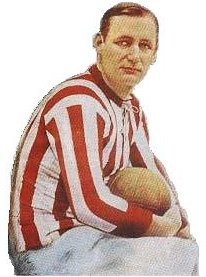
Jorge Gibson Brown, primeira figura do futebol argentino, capitão da seleção nacional entre 1908 e 1914.

Um jogador muito importante foi Jorge Brown,que foi capitão da equipe entre 1903 e 1906 e desde 1910 até sua dissolução. A família Brown foi um pilar do clube, já que tanto Jorge, cinco de sus irmãos (Alfredo, Eliseo, Carlos, Juan G. e Ernesto) e seu primo Juan, jogaram no primeiro plantel.
Também se destaca a participação do goleiro José Buruca Laforia, que chegou ao clube em 1905 e ocuparia o posto até 1907. Outro goleiro emblemático do clube foi Juan McKechnie, que atuou na posição entre 1891 e 1894, e entre 1900 e 1904.
O Alumni possuía uma grande capacidade ofensiva, pois vários de seus jogadores foram os artilheiros dos torneios da Primeira Divisão Argentina. Estes foram Alfredo Brown, Eliseo Brown, Carlos Lett, Ernesto Lett e Arnoldo Watson Hutton.
A equipe se caracterizou porque muitos de seus integrantes foram convocados para integrar a seleção argentina. O Alumni contribuiu para a seleção argentina com oito convocados em seis oportunidades e sete em dez partidas diferentes. A família Brown também integrou a seleção, sendo convocados em mais de uma ocasião quatro irmãos para uma mesma partida. Numa excursão da seleção pelo Brasil realizada entre os dias 2 e 14 de julho de 1907 foram convocados, Jorge, Alfredo, Ernesto e Eliseo Brown, que também participaram de um jogo conta um combinado britânico em 10 de Junho de 1906.

## Títulos

### Nacionais
- Primera Division Argentina (10): 1900, 1901, 1902, 1903, 1905, 1906, 1907, 1909, 1910 e 1911.
- Copa de Competencia Jockey Club (3): 1907, 1908 e 1909.
- Copa de Honor Municipalidad de Buenos Aires (2): 1905 y 1906.

#### Campanhas nacionais de destaque
- Vice-Campeonato Argentino (2): 1904 e 1908.

### Internacionais
- Copa de Honor Cousenier (1): 1906.
- Copa de Competencia Chevallier Boutell (6): 1901, 1903, 1906, 1907, 1908 y 1909.

#### Campanhas internacionais de destaque
- Vice-Campeão da Copa de Honor Cousenier (1): 1905
- Vice-Campeão da Copa Competencia Chevallier Boutell (1): 1902